# Białoruś (stacja kolejowa)
Białoruś (biał. Беларусь, ros. Беларусь) – stacja kolejowa w miejscowości Zasław, w rejonie mińskim, w obwodzie mińskim, na Białorusi.

## Historia
Przystanek Zasław został otwarty w XIX w. na drodze żelaznej libawsko-romeńskiej, pomiędzy stacjami Radoszkowicze i Ratomka. W latach 1919–1920 był pod polską administracją.
Przystanek został rozbudowany do stacji kolejowej w czasach międzywojennych. Wówczas też nadano jej nazwę Białoruś, gdyż była to stacja położona niedaleko przed przejściem granicznym z Polską.